# Helios (Automarke)

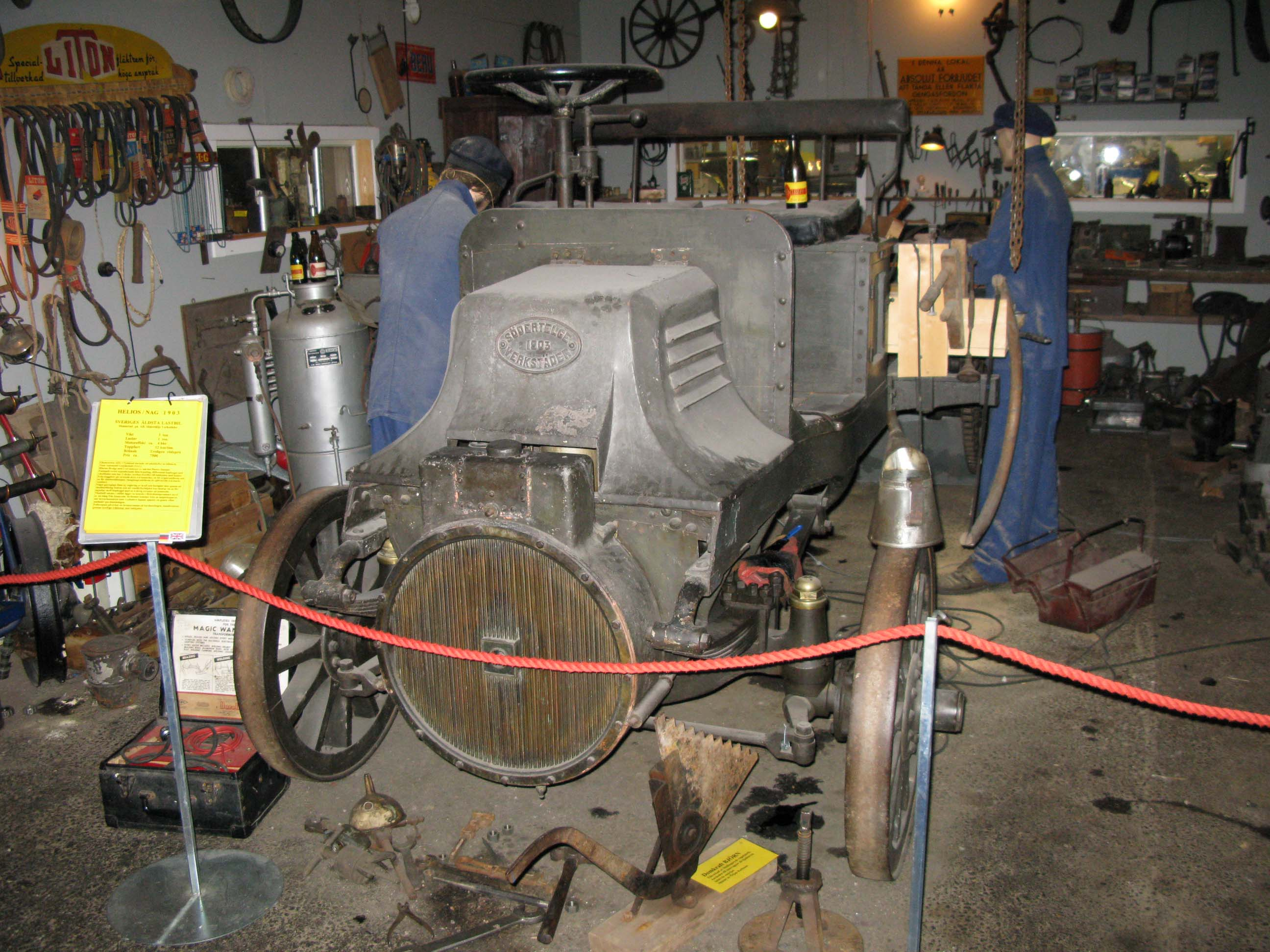
Helios-LKW (1903); gebaut nach Lizenz N.A.G.

Helios war eine schwedische Motorfahrzeugmarke.

## Unternehmensgeschichte
Das Unternehmen AB Södertälje Verkstäder aus Södertälje stellte bereits Eisenbahnwagen her und importierte Fahrzeuge von Ducommun, Kühlstein, NAG und Protos. 1901 begann  die Produktion von Automobilen. Der Markenname lautete Helios. 1902 endete die Produktion. Das gleiche Unternehmen stellte später auch Fahrzeuge der Marke Norden her.

## Fahrzeuge
Das erste Modell hatte einen Einzylindermotor mit wahlweise 3,5 PS oder 5 PS Leistung, der unter der Sitzbank montiert war, und Kettenantrieb. Die Karosserieform Vis-à-vis bot Platz für drei bis vier Personen. Der Typ VIII hatte ein Zweiganggetriebe.
Ein Fahrzeug existiert noch.